# Aftokinitodromos 1
Der Aftokinitodromos 1 / Αυτοκινητόδρομος 1 (griechisch für ‚Autobahn 1‘) ist eine 550 km lange griechische Autobahn, welche von Evzoni im Norden an der mazedonischen Grenze nach Piräus im Süden führt. Sie verläuft entlang der Ostküste des griechischen Festlandes und verbindet die beiden größten Städte und Metropolregionen Griechenlands, Athen und Thessaloniki. Die Autobahn 1 stellt auch den nördlich von Athen gelegenen Abschnitt der Straßenverkehrsachse PATHE (Akronym aus Patras, Athen, Thessaloniki und Evzoni) dar. Auf ihrer gesamten Länge verläuft die Europastraße 75. Die A1 ist die mit Abstand wichtigste Nord-Süd-Straßenverbindung in Griechenland und hat nach der Fertigstellung der Abschnitte im Tempe-Tal und um den Maliakos-Golf herum die Nationalstraße 1 vollständig ersetzt. Der Abschnitt zwischen dem Autobahnkreuz Klidi nahe Thessaloniki und der Anschlussstelle Raches nahe Lamia wird auch als Αυτοκινητόδρομος Αιγαίου (Aftokinetodromos Egeou, Ägäis-Autobahn) bezeichnet.

## Verlauf
Ihr Verlauf entspricht in weiten Teilen dem Verlauf der alten Nationalstraße (Ethniki Odos) 1 (E.O. 1) zwischen Athen und Evzoni, ist mit diesem aber nicht identisch. Die in den 1960er und 1970er Jahren neu gebaute und teilweise neutrassierte Nationalstraße 1 wird durch die Autobahn 1 ersetzt. Entsprechend dem Verlauf wird das Akronym PATHE auch mit Piräus-Athen-Thessaloniki-Evzoni entschlüsselt.
Folgende Städte und Ballungsräume werden von der A1 tangiert:
- Thessaloniki – in ca. 20 km Abstand westlich, Anbindung über ehemaligen Zubringer, heute zum Teil A2
- Katerini
- Larisa
- Volos – in ca. 30 km Abstand westlich, Anbindung über Zubringer (A12)
- Lamia
- Chalkida auf Euböa – in ca. 20 km Abstand westlich, Anbindung über Zubringer (A11)
- Thiva (Theben)
- Athen

Zwischen dem Dreieck Axios und dem Dreieck Klidi westlich bzw. südwestlich von Thessaloniki benutzen die A1 und die A2 (Egnatia Odos) die gleiche Fahrbahn.

## Geschichte und Bau

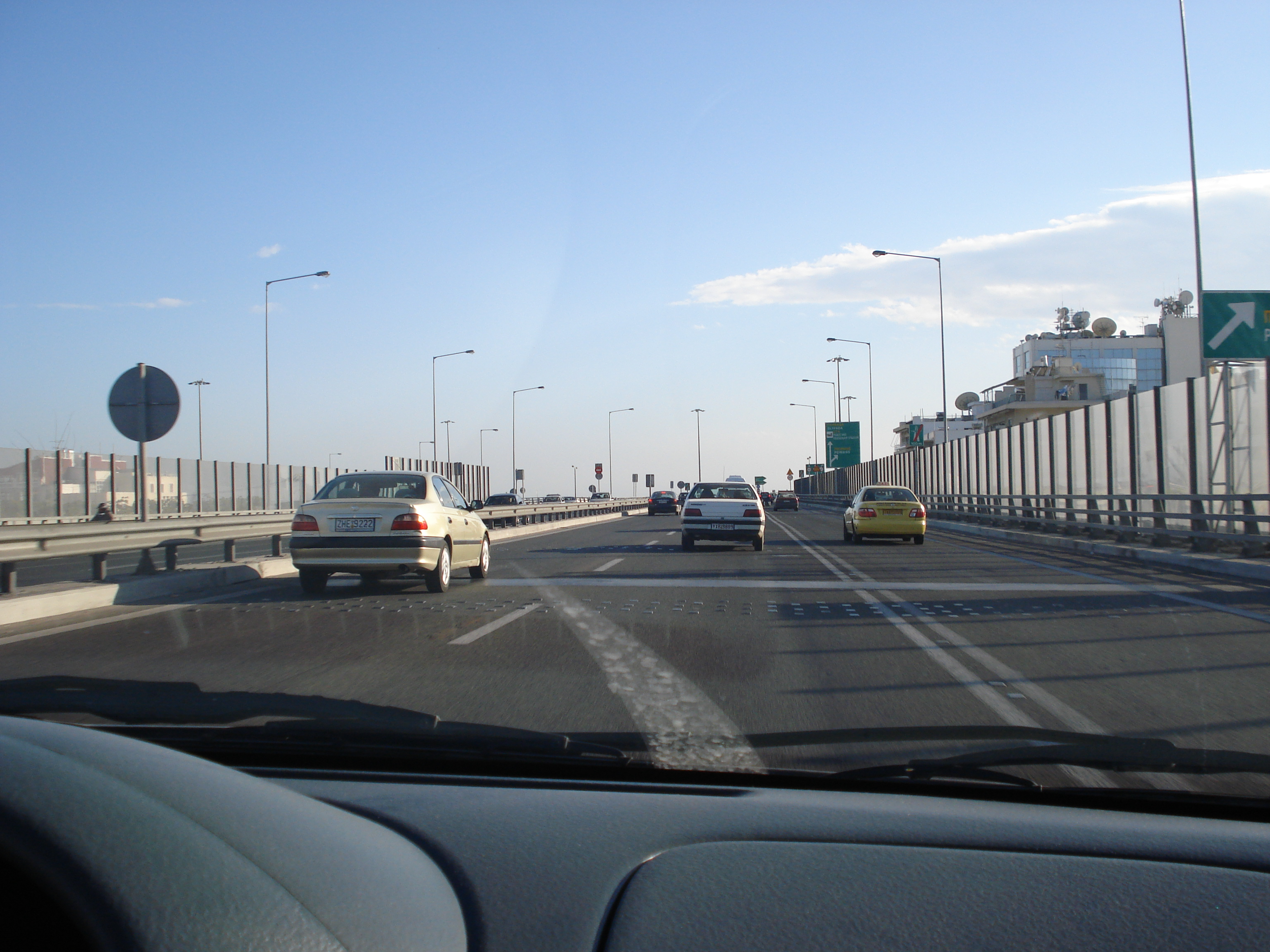
Autobahn 1 (Nationalstraße 1) in Athen in Richtung Faliro vor der Ausfahrt nach Piräus (Autobahnende).

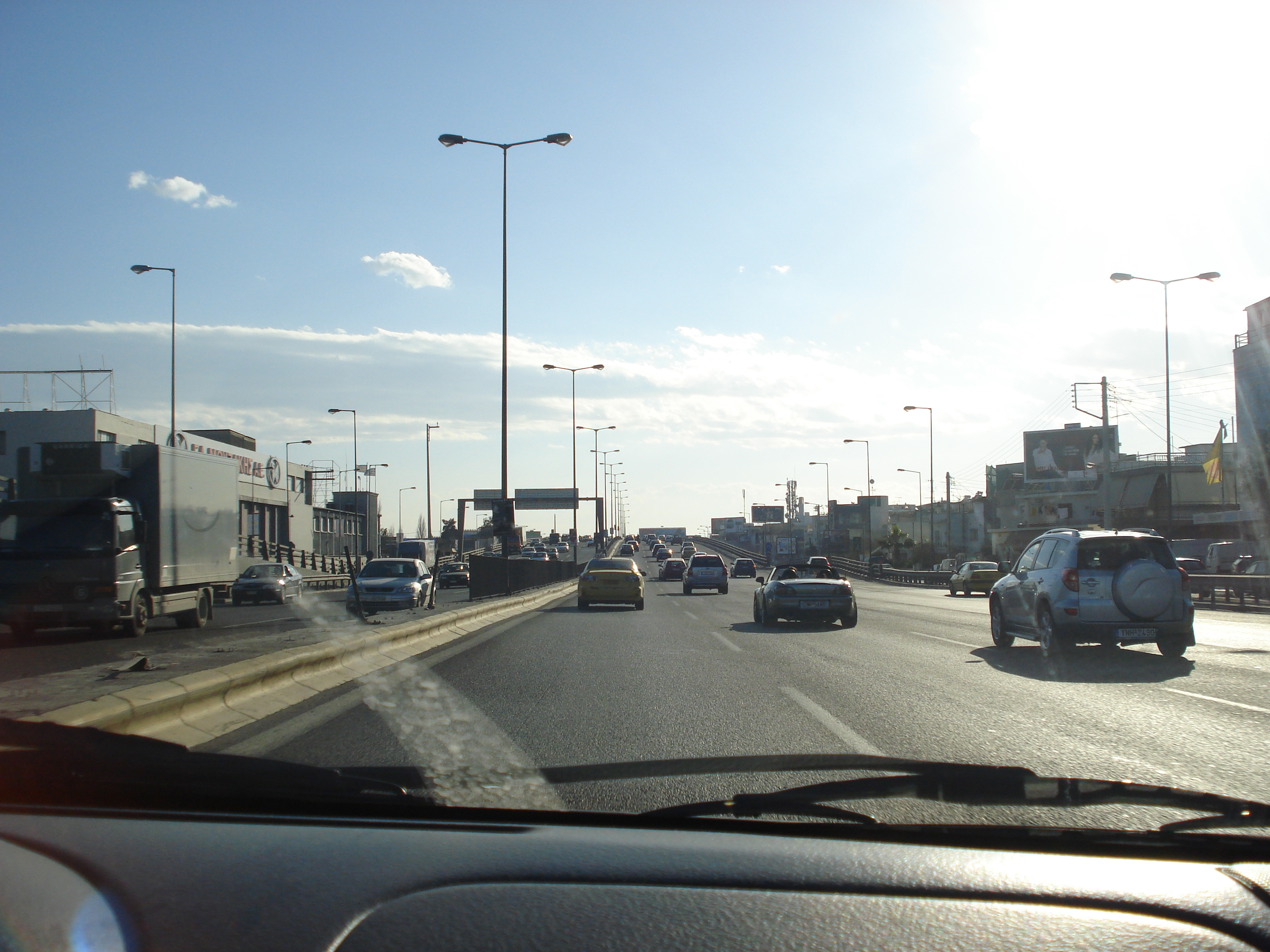
Autobahn 1 (Nationalstraße 1) in Athen in Richtung Faliro vor der Ausfahrt nach Piräus (Autobahnende).

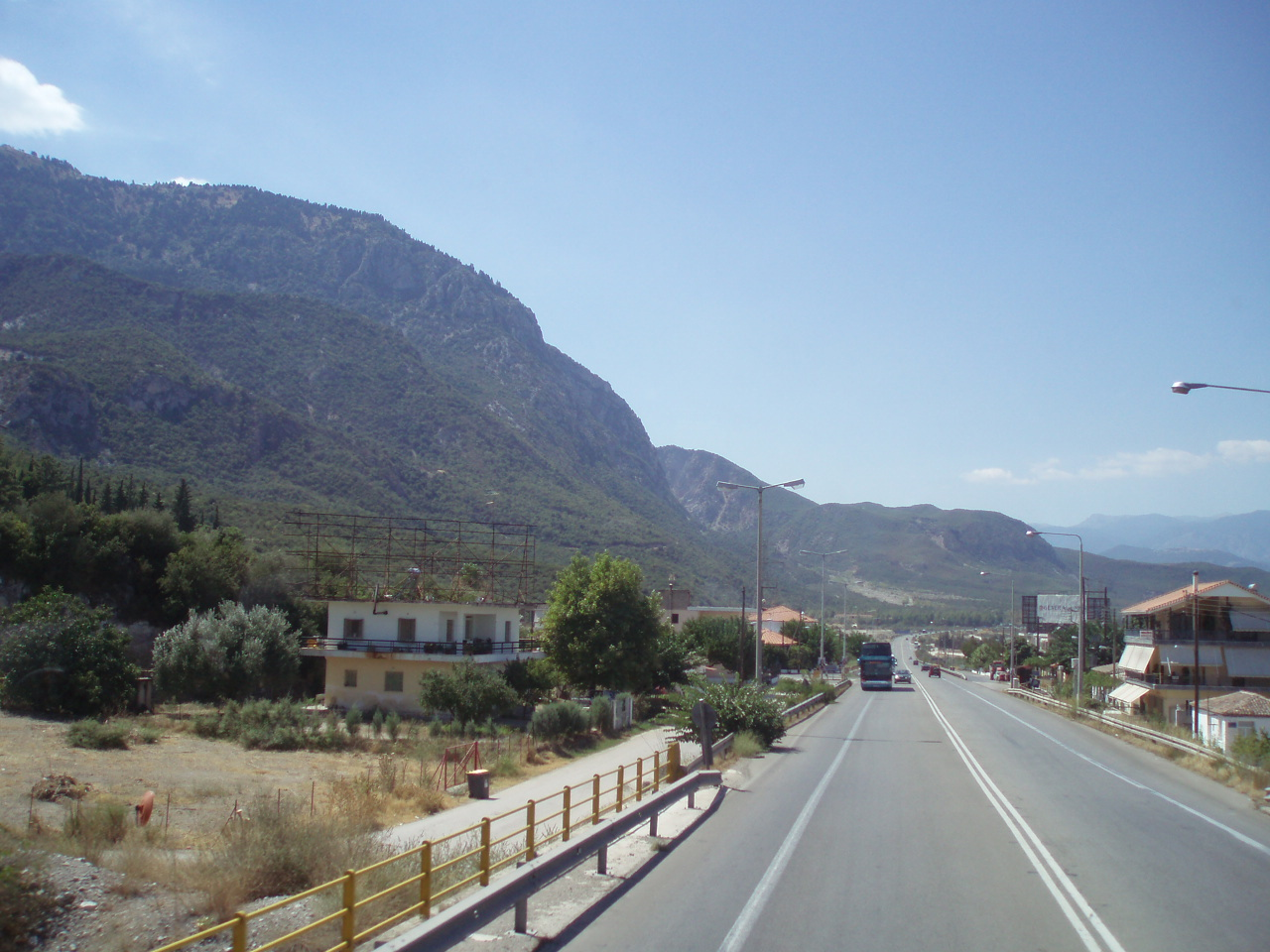
Nationalstraße 1 bei der Thermopylen im Jahr 2006 vor dem Ausbau zur Autobahn 2008

Die alte Nationalstraße 1 wurde seit Beginn der 1960er Jahre schrittweise ausgebaut. Im August 1962 erfolgte in Inbetriebnahme des Abschnittes von Athen nach Lamia mit einer Gesamtbreite der Fahrbahn von 14 m (eine Fahrspur und eine Hilfspur bzw. Standstreifen je Richtung). Auf diesen neu eröffneten Abschnitt bestand unverändert wie zuvor Gegenverkehr ohne Trennung der Fahrtrichtungen. In gleicher Ausbauweise wurde 1967 das Teilstück von Lamia nach Larisa freigegeben, 1959, drei Jahre zuvor, erfolgte die Freigabe des Teilstücks von Larisa nach Katerini. Nicht zuletzt durch die notwendige Passage des Tempe-Tal betrug die Gesamtbreite der Fahrbahn in diesem Abschnitt 13 m. 1973 im September erfolgte die Verkehrsfreigabe des Teilstücks Katerini-Thessaloniki mit einer Fahrbahnbreite von 14 m. Das Teilstück Knotenpunkt (Autobahnkreuz) Axios bei Chalastra bis zur Grenze zum damaligen Jugoslawien (Grenzübergang Evzoni-Bogorodica) wurde im Juli 1973 freigegeben und wies ebenfalls eine Fahrbahnbreite von 14 m auf. In Abweichung zum bisherigen Design der Straße hatte der Abschnitt von Axios nach zwei Abschnitte mit getrennten Richtungsfahrbahnen (2 × 10 m) und jeweils 2 Fahrspuren plus kleiner Standstreifen pro Richtungsfahrbahn. Der erste Abschnitt war ein kurzer, wenige Kilometer langer Abschnitt nördlich und südlich des Kreuzes Gefyra (Kreuzung mit der Nationalstraße 2), der zweite Abschnitt verlief ab der Ausfahrt Polykastro bis zur Grenze nach Evzoni. Nach Abschluss dieser Ausbauarbeiten wies die damals noch Nationalstraße 1 fast ausschließlich eine nicht getrennte Fahrbahn mit Gegenverkehr und jeweils nur eine Fahrspur pro Richtung auf (plus Standstreifen), mit Ausnahme der Passage im Tempe-Tal. Dort fehlten die Standstreifen.
Die Finanzierung dieses Ausbaus erfolgte über eine Maut. 1959 wurde auf dem Streckenabschnitt von Larisa nach Katerini an den Mautstellen Tempe und Leptokarya Maut erhoben. 1962 wurde der Abschnitt Athen-Lamia mautpflichtig (Mautstellen Schimatari und Tragana), 1967 wurde der Abschnitt Lamia-Larisa ebenfalls mautpflichtig (Mautstellen Pelasgia, Drymona, Moschochori). Die Mautstelle Drymona stellte aber schnell ihre Arbeit ein. Erst 1986 wurde auf dem Streckenabschnitt von Katerini nach Thessaloniki mit der Mautstelle Nea Malgara eine Maut erhoben. Der Streckenabschnitt von Axios/Thessaloniki nach Evzoni an die Grenze blieb von Nutzungsentgelten befreit. 1992 wurde die zusätzliche Mautstelle Afidnes eingerichtet. Die Mautstellen Agios Athanasios am Kreuz Gefyra sowie die Mautstellen vor der Grenze bei Evzoni gingen nie in Betrieb. Die zum Teil aus Marmor gebauten Mauthäuschen sind dem Verfall preisgegeben.
In den 1990er Jahren wurde mit einem durchgängigen Ausbau der Strecke auf den europäischen Autobahnstandard begonnen. Die zweispurigen Strecken in den griechischen Regionen Makedonien, Thessalien und Mittelgriechenland wurden dabei auf zwei Richtungsfahrbahnen mit mindestens zwei Spuren und einem Standstreifen pro Richtungsfahrbahn ausgebaut. Im März 2006 verbleiben lediglich folgende Abschnitte ohne Autobahnstandard: Evangelismos–Pyrgetos (Tempe-Tal) mit 15 km Länge, Regkini–Raches (Maliakos-Bogen, Petalo tou Maliakou) mit 77 km Länge, Egani–Leptokarya mit 15 km Länge und Kreuz Axios (Chalastra)–Polykastro mit 45 km Länge.
Nach Angaben des Griechischen Ministeriums für Öffentliche Bauten wird eine Querung des Golf von Malia diskutiert (bei Lamia). Die zwischenzeitlich favorisierte Lösung war ein 3–4 km langer Tunnel unter dem Golf zwischen Raches (Norden) und Mendenitsa/Schimatari (Süden). Alternativ (vor allem auf Forderung des Präfekten von Euböa) wird eine zweiteilige Querungslösung diskutiert, die die Nordwestspitze der Halbinsel Euboia als „Zwischenstation“ mit einschließt und Euboia direkt an die A1 anbinden würde. Letztere Lösung ist aufgrund der größeren zu überwindenden Entfernungen bei der Querung aufgrund der Kosten nicht realisierbar. Eine Querung des Golfs von Malia würde zum einen eine Verkürzung der Strecke zwischen Thessaloniki und Athen von 20–60 km bedeuten (je nach realisierter Querungslösung), zum anderen wäre die bisher zweispurige Strecke dann auf Autobahnstandard gebracht. Dies ist gegenwärtig nicht der Fall. Entschieden wurde, die bisherige Trasse auf Autobahnstandard auszubauen. Am 15. September 2007 wurde ein 32 km neues Teilstück zwischen Kamena Vourla und Agios Konstandinos für den Verkehr freigegeben.

## Vernetzung Straße
Die A1 kreuzt als wichtigste Nord-Süd-Verbindung im Straßennetz Griechenlands alle wesentlichen anderen Straßenachsen:
| Straße                           | Stationen |
| -------------------------------- | --- |
| A2 (E 90) Egnatia Odos           | Igoumenitsa – Ioannina – Grevena – Kozani – Veria – Thessaloniki – Kavala – Xanthi – Komotini – Alexandroupoli – Kipi (türkische Grenze) |
| A3 (E 65) Odos Kentrikis Ellados | geplant Lamia – Trikala – Kalambaka – Panagia (A2)                                                                                       |
| A6 (E 94) Attiki Odos            | Elefsina–Athen, Nordumgehung–Flughafen Athen                                                                                             |
| A8 PATHE                         | Patras–Rio–Korinth–Athen |
| E.O. 2 (E 86)                    | Niki (mazed. Grenze)–Florina–Edessa–Thessaloniki–dann wie A2                                                                             |
| E.O. 3 (E 65)                    | Athen – Theben – Lamia – Larisa – Tyrnavos – Elassona – Kozani – Ptolemaida – Florina – Niki (mazedonische Grenze)                       |
| E.O. 6                           | Larisa – Trikala – Ioannina – Igoumenitsa                                                                                                |
| E.O. 8                           | Patras – Rio – Korinth–Athen |
| E.O. 38                          | Lamia – Karpenisi - Agrinio |
| E.O. 48                          | Lamia – Amfissa – Nafpaktos – Andirrio (Rio-Andirrio-Brücke)                                                                             |

Es ist z. T. geplant bzw. in Bauausführung, die oben genannten Nationalstraßen durch Autobahnen zu ersetzen (z. B. Ersatz der Nationalstraße 3 durch die Autobahnen A3, A27 und A13, Ersatz der Nationalstraße 6 durch die A4).

## Vernetzung Luftverkehr
Die folgenden Flughäfen Griechenlands werden durch diese Strecke tangiert bzw. miteinander verbunden:
- Thessaloniki (Makedonia Airport)
- Nea Anchialos (Volos Airport)
- Athen (Eleftherios Venizelos Airport)

## Vernetzung Schiffsverkehr
Die wichtigsten Häfen Griechenlands werden durch diese Strecke verbunden:
- Thessaloniki
- Volos
- Piräus
- Patras

## Sehenswürdigkeiten

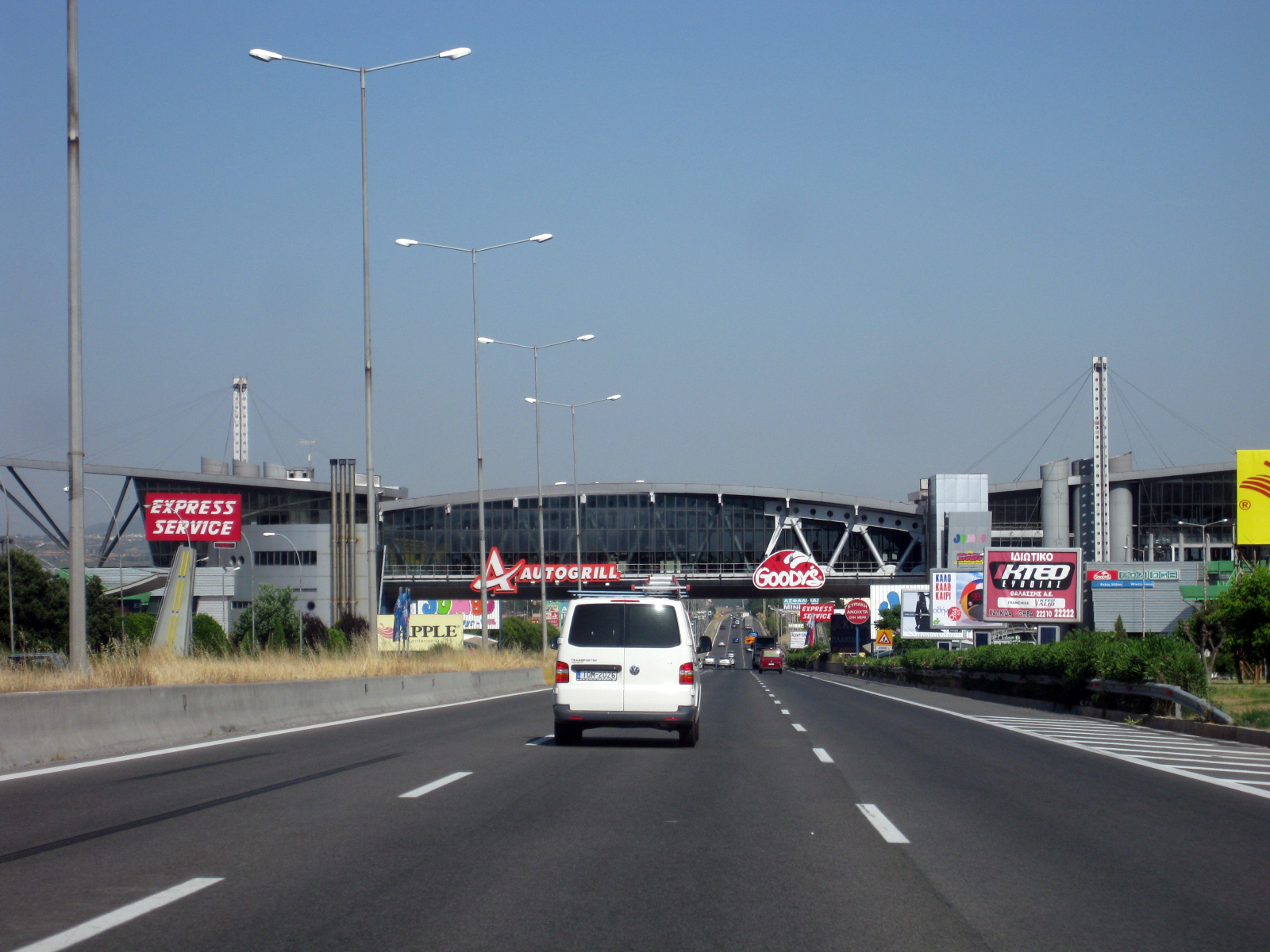
Autogrill-Panoramaraststätte

Unmittelbar an der A1 gibt es keine Sehenswürdigkeiten. Durch Verbindungsstraßen zur A1 sind viele Sehenswürdigkeiten schnell erreichbar:
- Königsgräber von Vergina (Grab Philipp II. von Makedonien)
- Antikes Pella (Pella) (Hauptstadt Philipp II. und Alexander des Großen)
- Archäologischer Park Dion
- Olymp (höchster Berg Griechenlands)
- Tempe-Tal
- Thermopylen
- Antikes Theben (Thessalien)
- Antikes Delphi
- Sehenswürdigkeiten Athen (Akropolis, Odeon des Herodes Atticus usw.)
- Sehenswürdigkeiten Thessaloniki (Weißer Turm, Altstadtmauer, Galeriusbogen, Römische Agora usw.)

## Streckenabschnitte (mit Entfernungen)
Verbindungen über die Autobahn 1 und deren Streckenabschnitte weisen folgende Entfernungen auf:
| Entf. in km      | 1   | 2   | 3   | 4   | 5   | 6   | 7   | 8   | 9   | 10  | 11  | 12  | 13  |
| ---------------- | --- | --- | --- | --- | --- | --- | --- | --- | --- | --- | --- | --- | --- |
| (1) Evzoni       | –   | 49  | 63  | 75  | 110 | 171 | 208 | 252 | 354 | 533 | 550 | 620 | 750 |
| (2) Gefyra*      | 49  | –   | 12  | 26  | 61  | 122 | 159 | 203 | 305 | 505 | 501 | 581 | 701 |
| (3) Axios**      | 63  | 12  | –   | 12  | 47  | 108 | 145 | 188 | 290 | 490 | 507 | 569 | 689 |
| (4) Klidi        | 75  | 49  | 12  | –   | 35  | 98  | 135 | 178 | 280 | 480 | 497 | 520 | 640 |
| (5) Katerini     | 110 | 61  | 47  | 35  | –   | 61  | 98  | 141 | 243 | 443 | 460 | 459 | 579 |
| (6) Evangelismos | 171 | 122 | 108 | 98  | 61  | –   | 37  | 80  | 182 | 382 | 399 | 422 | 542 |
| (7) Larisa       | 208 | 159 | 145 | 135 | 108 | 37  | –   | 43  | 145 | 345 | 362 | 378 | 498 |
| (8) Velestino    | 252 | 212 | 198 | 186 | 151 | 80  | 43  | –   | 102 | 302 | 319 | 276 | 396 |
| (9) Lamia        | 354 | 305 | 293 | 279 | 244 | 183 | 146 | 102 | –   | 200 | 217 | 97  | 217 |
| (10) Athen       | 533 | 484 | 472 | 458 | 423 | 362 | 325 | 282 | 200 | –   | 17  | 80  | 200 |
| (11) Piräus      | 550 | 501 | 489 | 475 | 440 | 379 | 342 | 299 | 197 | 17  | –   | 100 | 227 |
| (12) Korinth     | 620 | 581 | 569 | 520 | 459 | 422 | 378 | 276 | 97  | 80  | 100 | –   | 127 |
| (13) Patras      | 750 | 701 | 689 | 675 | 640 | 579 | 542 | 498 | 396 | 217 | 200 | 127 | –   |

Erläuterungen:

*Gefyra entspricht Thessaloniki-West, nach Thessaloniki + 16 km

**Axios entspricht Thessaloniki-Südwest oder Chalastra, nach Thessaloniki + 10 km